# Emblema dell'India
Il simbolo dell'India (भारत का राजचिन्ह) è il capitello coi quattro leoni di Ashoka, conservato nel museo della città di Sarnath e proveniente da uno dei pilastri di Ashoka.
Rappresenta quattro leoni asiatici, di cui solo tre visibili, che simboleggiano potere, coraggio, orgoglio e fiducia. Tale simbolo è stato adottato nel 1950.
Il simbolo dei leoni di Ashoka appare anche nelle mostrine degli ufficiali generali delle forze armate indiane.